# Jill Phipps
Jill Phipps (15 de enero de 1964 – 1 de febrero de 1995) fue una activista británica por los derechos de los animales que murió atropellada por un camión durante una protesta en Baginton, Inglaterra. Jill estaba haciendo una sentada frente a un camión que transportaba terneros vivos para ser exportados hacia Europa desde el aeropuerto de Coventry.

## Juventud
Jill empezó a interesarse por los animales desde joven y a los 11 años se sumó a la campaña de su madre contra la  industria peletera. Después de volverse vegetariana, Jill convenció al resto de su familia para que se le uniesen. Al final de su adolescencia se unió a la Liga Oriental de Liberación Animal, un grupo vinculado al Frente de Liberación Animal. Junto con su madre se sumaron a campañas que consiguieron cerrar comercios peleteros en Coventry. En 1986, junto con su madre y su hermana Lesley, Jill asaltó la fábrica de jabones de Unilever en Merseyside para protestar por el uso de  animales para experimentación
. Fueron atrapadas y por el destrozo de material informático, Jill y su hermana fueron condenadas a penas de seis y ocho meses de prisión respectivamente. Jill finalmente consiguió que su sentencia fuera suspendida por el hecho de estar embarazada.
Después del nacimiento de su hijo Luke, al ser madre soltera, Jill tuvo que dedicarse a su cuidado, lo que no le impidió seguir asistiendo ocasionalmente junto con su hijo a manifestaciones y sabotajes de caza.

## Episodio de Coventry y muerte
En febrero de 1995 Phipps formaba parte del grupo de 35 manifestantes que protestaba frente al aeropuerto de Coventry por la exportación de terneras vivas a Ámsterdam para su distribución en toda Europa. Diez manifestantes rompieron las líneas policiales e intentaron detener el camión sentándose en el camino o encadenándose a él cuando Phipps fue aplastada bajo las ruedas. Murió de camino al hospital acompañada de su hermano Zab. La muerte de Phipps recibió tuvo mucha repercusión, siendo discutida incluso en el turno de preguntas del primer ministro  John Major   en la Cámara de los Comunes.
El Servicio de la Fiscalía de la Corona decidió que no había pruebas para presentar cargos contra el conductor. La familia de Phipps culpó a la policía por su muerte, porque la policía parecía decidida a mantener el convoy de camiones en movimiento a pesar de la protesta. En la investigación se escuchó que el conductor pudo haber sido distraído por un manifestante que corría hacia la carretera frente a él, que estaba siendo dispersado por un policía. El policía a cargo de la protesta especuló que Phipps había elegido "caer deliberadamente" bajo las ruedas del camión, pero el padre de Phipps insistió en que ella no quería morir ya que tenía un hijo pequeño del que cuidar.

## Desenlace
Las exportaciones de carne de ternera del aeropuerto de Coventry terminaron meses después, cuando la empresa de aviación responsable de los vuelos se declaró en quiebra tras acusaciones de llevar armas de Eslovaquia a Sudán en violación de las normas de la UE. En 2006, Christopher Barrett-Jolly, el piloto responsable de los vuelos, fue acusado de contrabando de 271 kg de cocaína desde Jamaica al aeropuerto de Southend.
Las intensas y sostenidas protestas consiguieron que varios consejos locales y una junta portuaria prohibieron las exportaciones de animales vivos desde sus localidades. Todas las exportaciones de terneros vivos se suspendieron finalmente debido a los temores de infección por la enfermedad de las vacas locas. En 2006 esta prohibición fue levantada, pero el aeropuerto de Coventry se comprometió a rechazar las solicitudes para transportar terneros.